# Ianiropsis serricaudis
Ianiropsis serricaudis là một loài chân đều trong họ Janiridae. Loài này được Gurjanova miêu tả khoa học năm 1936.